# Національний інститут інфекційних захворювань Південної Африки
Національний інститут інфекційних захворювань Південної Африки — це національний інститут громадської охорони здоров'я ПАР, який займається мікробіологією, вірусологією, епідеміологією, спостереженням за станом здоров'я та дослідження громадської охорони здоров'я для розробки заходів уряду на загрози інфекційних захворювань.
Національний інститут інфекційних захворювань Південної Африки служить джерелом знань і досвіду щодо інфекційних хвороб для уряду ПАР, країн Спільноти розвитку півдня Африки та африканського континенту. Установа допомагає у плануванні політики та програм для підтримки та розробки заходів проти інфекційних захворювань. Основна мета Національного інституту інфекційних захворювань — стати національним органом у Південній Африці з нагляду за інфекційними хворобами у сфері охорони здоров'я.

## Центри
- Центр нових зоонозних і паразитарних захворювань
- Центр кишкових захворювань
- Центр інфекцій, пов'язаних з охороною здоров'я, антимікробної резистентності та мікозів
- Центр ВІЛ та ІПСШ
- Центр респіраторних захворювань та менінгіту
- Центр туберкульозу
- Центр вакцин та імунології
- Відділ нагляду за громадським здоров'ям та реагування
- Національний канцер-реєстр
- Супутні функції
  - Відділ біобезпеки та біозахисту
  - Базова лабораторія секвенування